# Липляни (Луцький район)
Липля́ни — село в Україні, у Луцькому районі Волинської області. Входить до складу Луцької міської громади. Населення становить 490 осіб. 

## Географія
Село розташоване на правому березі річки Стир. У південній частині села є озеро-стариця "Апендицит", що утворилось при зміні русла Стиру коли будували очисні споруди Луцьводоканалу. У північній частині озеро-стариця "Тихий Стир" (з розривами простягається до мосту  через Стир Княгининок-Жидичин).
Село межує з с. Вишків (у сучасних межах м. Луцька), с. Жидичин, с. Княгининок, с. Фальків (у сучасних межах с. Княгининок), с. Милуші, с. Зміїнец.

## Історія
Родючі ґрунти були вигідними для давніх людей які тут селилися споконвіку, про що свідчать археологічні знахідки, у тому числі Г.Охріменка, В.Пахолка. Найдавніші із них належать до свідерської культури фінального палеоліту(11 тис. р. до н. р.): наконечники стріл, скребки, пластини. Власники цих виробів - мисливці на стада північних оленів.
Біля села було виявлено фрагменти посудини з поліхромним розписом, датовані середнім періодом трипільської культури. Цікавими є знахідки кераміки Середньодніпровської культури 3000-1500 до н. е..

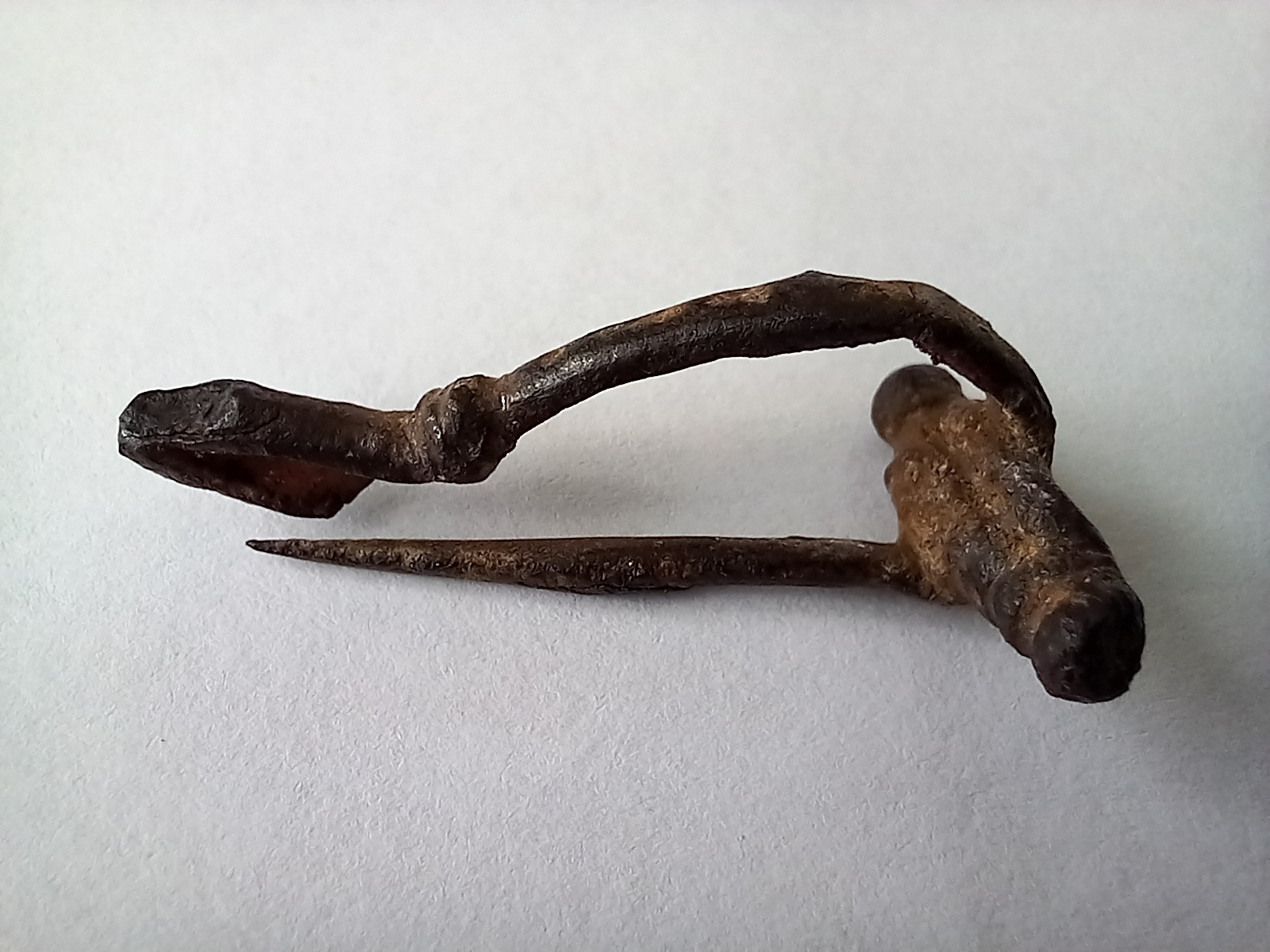
Залізна фібула з с. Липляни

Залізна фібула ІІІ ст. нашої ери є матеріальним свідченням присутності на навколишніх територіях племен готів та заселеності території села у період Римської імперії.
На території села, та в заплаві Стиру поблизу нього, трапляються знахідки шматків металургійного шлаку та криці, що є матеріальним свідченням розвитку залізоробного виробництва із болотяної руди у давню добу. Ймовірно, цей період пов'язується із розквітом давнього Лучеська, а отже - зростанням потреб у залізі.
На території села неодноразово виявляли матеріальні свідчення і Наполеонівської війни 1812 року (територія Волинської області є єдиною в Україні де відбувалися військові дії) . Зокрема це артилерійські гранати, гарматні ядра і картеч, що перебували на тогочасному озброєнні Російської імператорської армії. Із цими ж подіями місцеві жителі пов'язували назву урочища "Батарея" що розміщувалося біля села, однак було зруйноване при будівництві очисних споруд.
Розміщення села на березі Стиру (природний бар'єр) не могло не позначитися на епізодах історії світових воєн. Не рідкими були випадки випадкового віднайдення на сільському кладовищі російських солдатських поховань, за свідченнями старожилів вони належали солдатам, що померли від тифу в роки Першої світової війни. Матеріальними свідченнями тих подій є знахідки російських та австрійських гільз, а також випадкова знахідка особистого знака (звільнювального жетону) солдата російської армії. Південна околиця села є ймовірним місцем переправи через Стир, у травні 1916 року, 12-ї кавалерійської дивізії генерала Карла Густава Маннергейма, до відступу австрійської армії поблизу церкви с. Милуші був міст Милуші-Липляни, насип дороги, що вела до мосту частково зберігся до наших днів.  "…это место враг из-за холмов не видит и, кроме того, река здесь узкая и неглубокая. После быстрой переправы полки сосредоточились у деревни Милуши", хоча Липляни безпосередньо не згадуються опис місцевості і напрямок руху повністю відповідає. 
З другої половини ХІХ століття до оптації 1946 р. ХХ у селі проживала чеська громада. Чехи залишили 17 будинків котрі були заселені оптантами з Чехословаччинни та переселенцями з Холмщини. Збереглося й чеське кладовище, де ще можна ідентифікувати 11 могил. 

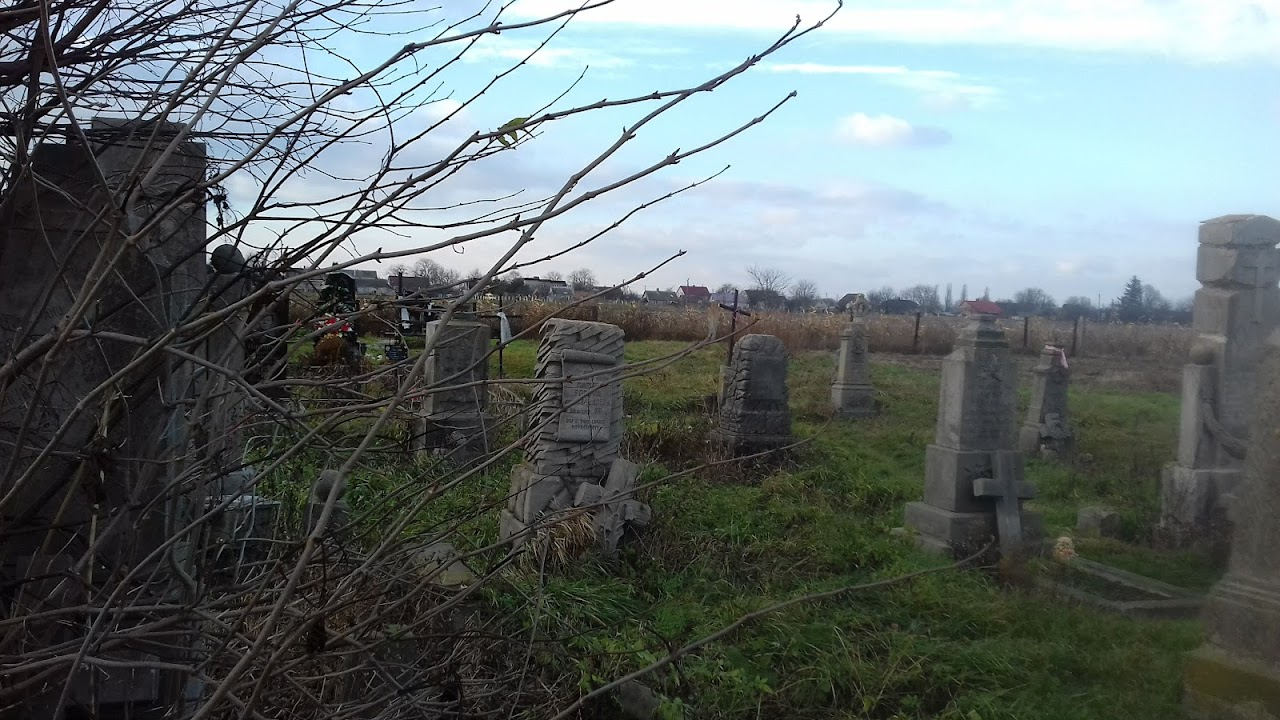
Чеське кладовище в с.Липляни

У 1906 році село Піддубецької волості Луцького повіту Волинської губернії. Відстань від повітового міста 4 верст, від волості 18. Дворів 16, мешканців 181. Із 1921 по 1930 рік - ґміна Поддембце Луцького повіту Волинського воєводства. 1 квітня 1930 р. село Липляни і колонія Липляни передані до новоутвореної ґміни Ківерці. Після приходу радянської влади і утворення Ківерцівського району с. Липляни перебувало у його складі, Жидичинська сільська рада. У наслідок адміністративної реформи 2020 р. Липляни приєднано до Луцької територіальної громади Луцького району.
26 грудня 2015 року в Липлянах освячено храм на честь святих апостолів Петра і Павла. Митрополит Луцький і Волинський Михаїл по тому звершив Божественну літургію.
У 2017—2020 у складі Жидичинської сільської громади.
12 червня 2020 року, згідно з розпорядженням Кабінету Міністрів України  № 708-р, село увійшло до складу Луцької міської громади.
19 липня 2020 року, в результаті адміністративно-територіальної реформи та ліквідації Ківерцівського району, село увійшло до складу Луцького району.

## Пам'ятники

Памятник загиблому льотчику

Біля села, поруч із очисними спорудами над дорогою Вишків-Липляни, на місці аварії військового літака розміщено памятник загиблому льотчику.

## Населення
Згідно з переписом УРСР 1989 року чисельність наявного населення села становила 471 особа, з яких 235 чоловіків та 236 жінок.
За переписом населення України 2001 року в селі мешкало 488 осіб.

### Мова
Розподіл населення за рідною мовою за даними перепису 2001 року:
| Мова       | Відсоток |
| ---------- | -------- |
| українська | 99,39 %  |
| російська  | 0,61 %   |